# Pierre Sainte-Beuve
Pour les articles homonymes, voir Sainte-Beuve (homonymie).
Pierre Saint-Beuve est un homme politique politique français né le 23 février 1819 à Plailly (Oise) et décédé le 8 mai 1855 à Roissy (Val-d'Oise), député de l'Oise de 1848 à 1851.

## Biographie
Après ses études de droit, il est reçu avocat et se fait inscrire au barreau de Paris. 
Riche propriétaire et directeur d'usines dans l'Oise, il est élu, le 23 avril, représentant de ce département à l'Assemblée constituante, le 9e sur 10, par 48 332 voix. Il fit partie du comité des finances, se mêla assez activement aux travaux de l'Assemblée dans les commissions.
Il siège à droite avec laquelle il vote : pour le rétablissement du cautionnement et de la contrainte par corps, pour les poursuites contre Louis Blanc et Caussidière, contre l'abolition de la peine de mort, contre l'amendement Grévy, pour l'ordre du jour en l'honneur de Cavaignac, pour la proposition Rateau, contre l'amnistie, contre l'interdiction des clubs, pour les crédits de l'expédition de Rome.
Il soutient, après l'élection du 10 décembre, le gouvernement de Louis-Napoléon Bonaparte.
Il continue de le soutenir à l'Assemblée législative, où le même département le renvoie (13 mai 1849), le 2e sur 8, par 49 058 voix (120 920 inscrits). M. Sainte-Beuve opine avec la majorité : pour l'expédition de Rome, pour la loi Falloux-Parieu sur l'enseignement, pour la loi restrictive du suffrage universel.
Il combat le socialisme, et se déclare partisan de la liberté commerciale.
Vers la fin de la session, il se sépare de la politique de l'Elysée et est au nombre des représentants attachés au système parlementaire, qui protestent contre le Coup d'État du 2 décembre 1851. Il renonce alors à la vie politique.

## Sources
- « Pierre Sainte-Beuve », dans Adolphe Robert et Gaston Cougny, Dictionnaire des parlementaires français, Edgar Bourloton, 1889-1891 [détail de l’édition]